# Sword's Song
Sword's Song es el título del segundo álbum de estudio del grupo de metal finlandés, Battlelore. El disco está compuesto de 12 canciones (una de ellas como Bonus Track), influidas por el legendarium de J. R. R. Tolkien.  La portada del CD muestra una lámina del artista Ted Nasmith retocada, denominada «The Slaying of Glaurung». Salió a la venta en 2003. 
Este álbum es en esencia similar al que supuso su debut, ...Where the Shadows Lie pero en opinión de buena parte de sus seguidores y de la crítica mostró una mejora tanto en la fuerza de las canciones como en la calidad de las actuaciones. Fue también el último álbum que hicieron los componentes originales de la banda que posteriormente cambiaría al vocalista Patrik Mennander y al bajo Miika Kokkola, lo que modificaría bastante el sonido de Battlelore en sus siguientes discos.

## Formación
- Kaisa Jouhki: voz;
- Patrik Mennander: voz;
- Jussi Rautio: guitarra;
- Jyri Vahvanen: guitarra;
- Miika Kokkola: bajo;
- Henri Vahvanen: batería;
- Maria Honkanen: teclado.

## Lista de canciones
| N.º   | Título                                 | Duración |  |
| 1.    | «Sons of Riddermark»                   | 4:06     |  |
| 2.    | «Sword's Song»                         | 4:08     |  |
| 3.    | «The Mark of the Bear»                 | 4:27     |  |
| 4.    | «Buccaneers Inn»                       | 3:54     |  |
| 5.    | «Attack of the Orcs»                   | 3:13     |  |
| 6.    | «Dragonslayer»                         | 3:30     |  |
| 7.    | «Khazad-Dûm Pt.2 (Silent Caverns)»     | 4:08     |  |
| 8.    | «Horns of Gondor»                      | 3:52     |  |
| 9.    | «The War of Wrath»                     | 3:57     |  |
| 10.   | «Forked Height»                        | 3:18     |  |
| 11.   | «Starlight Kingdom»                    | 4:24     |  |
| 12.   | «The Curse of the Kings» (bonus track) | 3:57     |  |
| 46:54 |                                        |          |  |